# Сан Сости (Козенца)
Сан Сости (итал. San Sosti) је насеље у Италији у округу Козенца, региону Калабрија.
Према процени из 2011. у насељу је живело 1295 становника. Насеље се налази на надморској висини од 354 м.

## Становништво
Према резултатима пописа становништва 2011. у општини је живело 2.200 становника.
| 1931. | 1936. | 1951. | 1961. | 1971. | 1981. | 1991. | 2001. | 2011. |
| ----- | ----- | ----- | ----- | ----- | ----- | ----- | ----- | ----- |
| 2.808 | 3.156 | 3.480 | 3.366 | 2.583 | 2.415 | 2.463 | 2.299 | 2.200 |

## Партнерски градови
- Bra